# 顧能
顧能（1429年—？），字宜用，遼東都司定遼前衛人，明朝政治人物。進士出身。

## 生平
山東鄉試第三十一名。天順元年（1457年）丁丑科會試第九十名，殿試登進士第三甲第一百七十五名。

## 家族
曾祖顧升一。祖父顧顯。父亲顧真。